# Písečný rybník
Písečný rybník este o arie protejată (arie specială de conservare — SAC, sit de importanță comunitară — SCI) din Republica Cehă întinsă pe o suprafață de 43,78 ha, integral pe uscat.

## Localizare
Centrul sitului Písečný rybník este situat la coordonatele 48°57′48″N 17°09′11″E / 48.963333°N 17.153056°E.

## Înființare
Situl Písečný rybník a fost declarat sit de importanță comunitară în aprilie 2005 pentru a proteja 1 specie de animale. Situl a fost protejat și ca arie specială de conservare în martie 2014.

## Biodiversitate
Situată în ecoregiunea panonică, aria protejată nu include niciun habitat protejat.
La baza desemnării sitului se află o specie protejată de  nevertebrate: Anisus vorticulus.